# Kostennote
Unter einer Kostennote versteht man die Rechnung eines Rechtsanwalts oder Notars für seine berufliche Tätigkeit. 
Der Mindestinhalt ergibt sich aus § 10 Rechtsanwaltsvergütungsgesetz (RVG).
Danach muss eine Kostennote dem Auftraggeber mitgeteilt werden. Die Berechnung muss die einzelnen Gebühren und Auslagen, gezahlten Vorschüsse und die Bezeichnung des Gebührentatbestands enthalten. Ferner müssen die Nummern des Vergütungsverzeichnisses (RVG-VV) genannt werden. Sofern sich die Gebühren nach einem Gegenstandswert berechnen, ist auch dieser anzugeben.
Siehe auch: Streitwert, Anwaltsgebühr